# Wiching
Wiching hay Viching  là giám mục đầu tiên của Nitra, thuộc Slovakia ngày nay.
Ông mục vụ từ năm 880 đến năm 891 sau Công nguyên.  Wiching vốn là một tu sĩ dòng Benedictine từ Swabia. Vào cuối năm 879, ông được bổ nhiệm làm giám mục của Great Moravia, sau St Methodius. Năm 880, ông đến thăm Giáo hoàng ở Rome, và được Giáo hoàng phong làm Giám mục Nitra. Ông được biết đến với việc buộc tội các Thánh Cyril và Methodius là dị giáo vì đã tổ chức Phụng vụ Thần thánh bằng tiếng Slavonic của Nhà thờ Cổ thay vì tiếng Latinh theo tiêu chuẩn của Nhà thờ La Mã vào thời điểm đó.
Wiching là phó giám mục của Tổng giám mục Methodius.  Wiching nổi tiếng vì tranh chấp với St. Methodius. Ông ở lại Rome và gửi cho vua Svätopluk một bức thư được cho là giả mạo từ giáo hoàng, khiến Svätopluk lật tẩy Methodius. Vào năm 881, Methodius biết được từ Giáo hoàng về sự giả mạo và thỉnh cầu Giáo hoàng đã phế truất Wiching.
Năm 885, không lâu trước khi Methodius qua đời, Wiching rời Ba Lan và với sự đồng ý của Svatopluk đến Rome, nơi ông ta buộc tội với Giáo hoàng mới, Stephen V. Vào mùa hè năm 885, khi Giáo hoàng biết tin về cái chết của Methodius, ông đã bổ nhiệm Wiching một lần nữa làm giám mục của Nitra và ngoài ra, còn phong cho ông danh hiệu Quản trị viên Giáo hội. Wiching đã sử dụng vị trí này để đuổi học các học sinh của Methodius. Wiching là một phần của phái đoàn được cử đến Svatopluk để đàm phán hòa bình. Sau khi Arnulf của Carinthia chết và với sự sụp đổ củaMoravia, Wiching rút lui khỏi chsinh trị. Ông qua đời trong khoảng thời gian từ năm 900 đến năm 912, có thể vào ngày 12 tháng 9.